# Маора
Маора (ісп. Mahora) — муніципалітет в Іспанії, у складі автономної спільноти Кастилія-Ла-Манча, у провінції Альбасете. Населення — 1412 осіб (2010).
Муніципалітет розташований на відстані близько 210 км на південний схід від Мадрида, 26 км на північний схід від Альбасете.

## Демографія
Динаміка населення (INE ):

## Галерея зображень

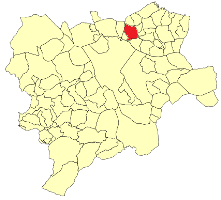
Розташування муніципалітету у провінції Альбасете
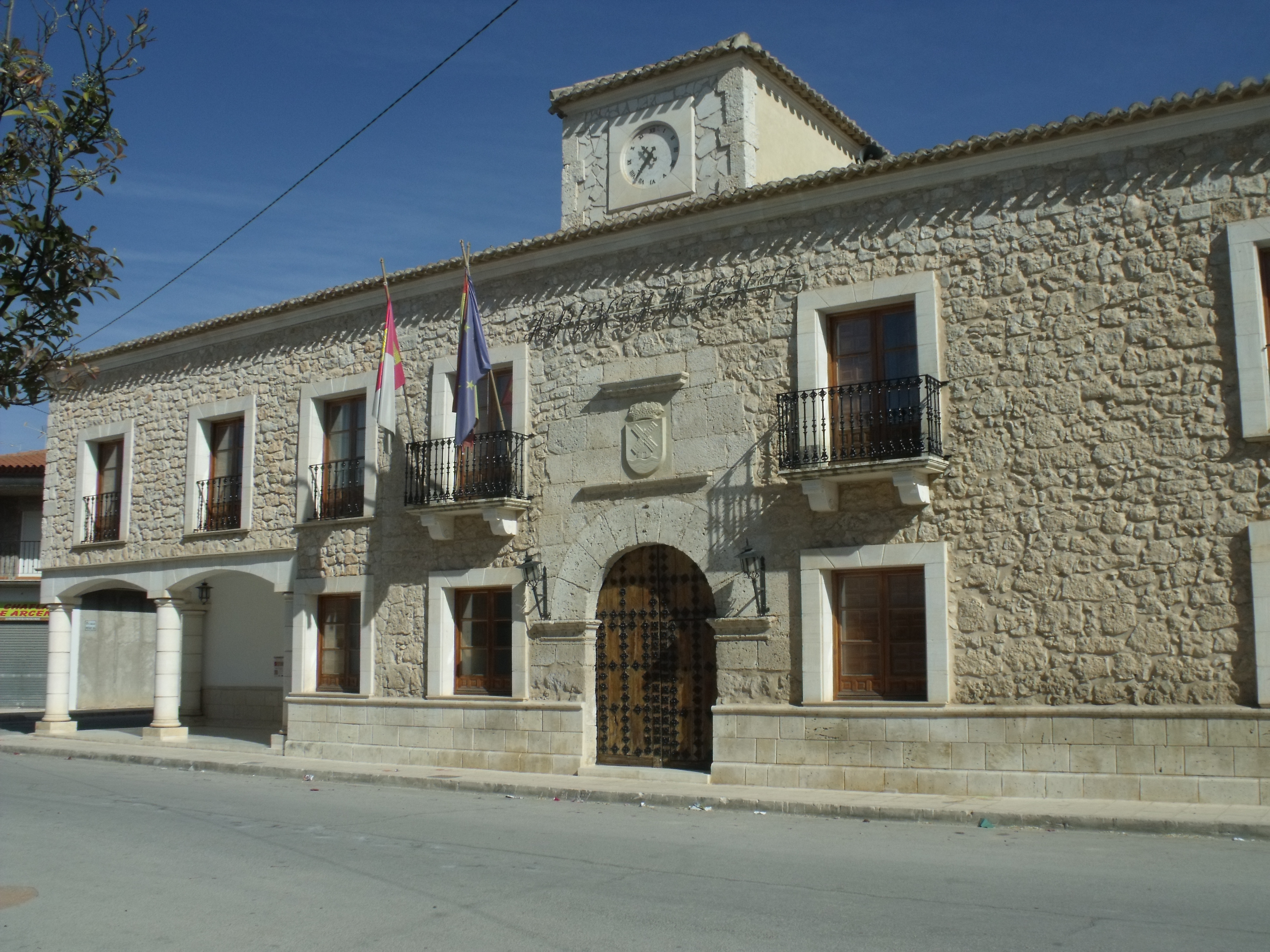
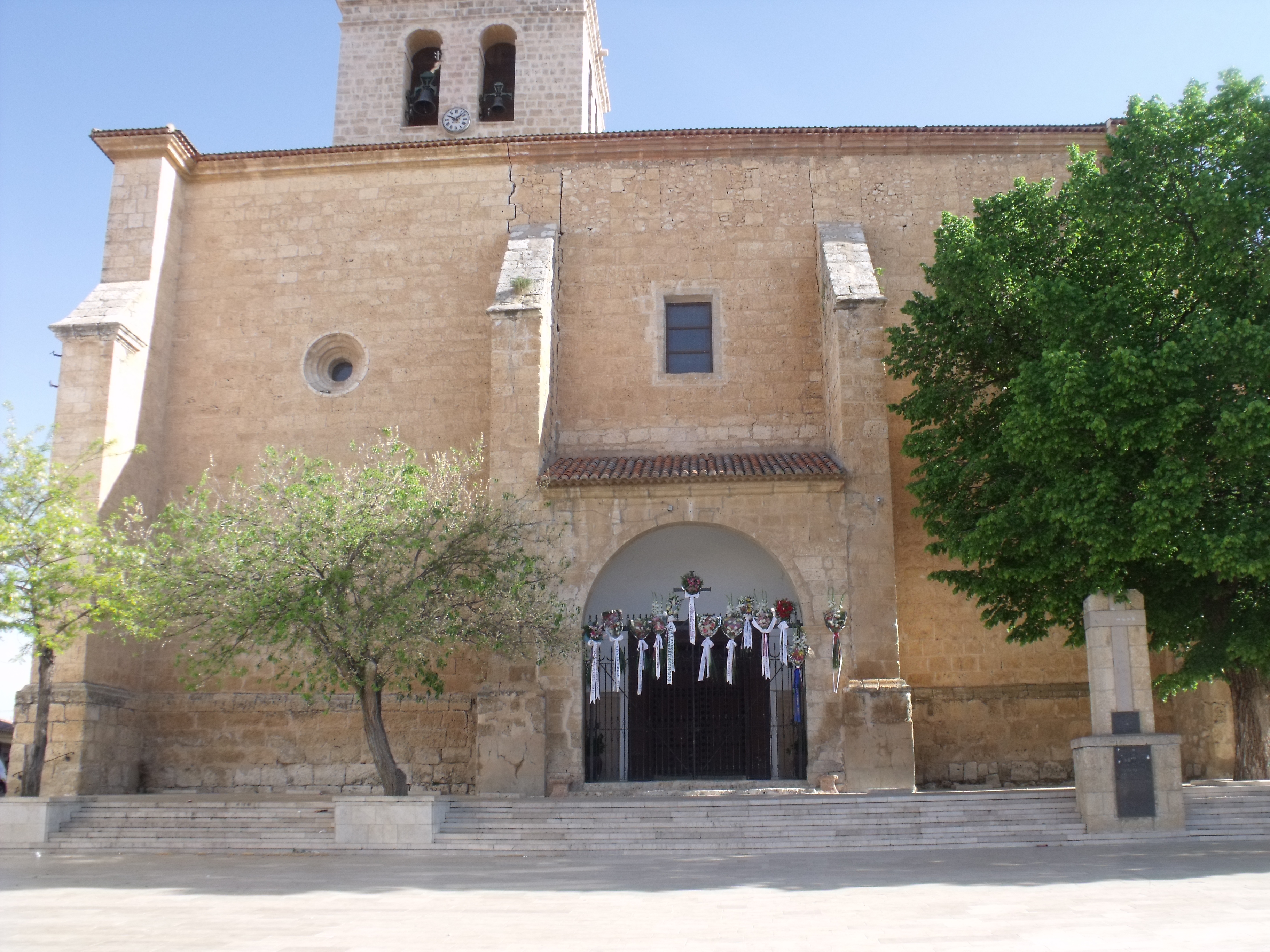
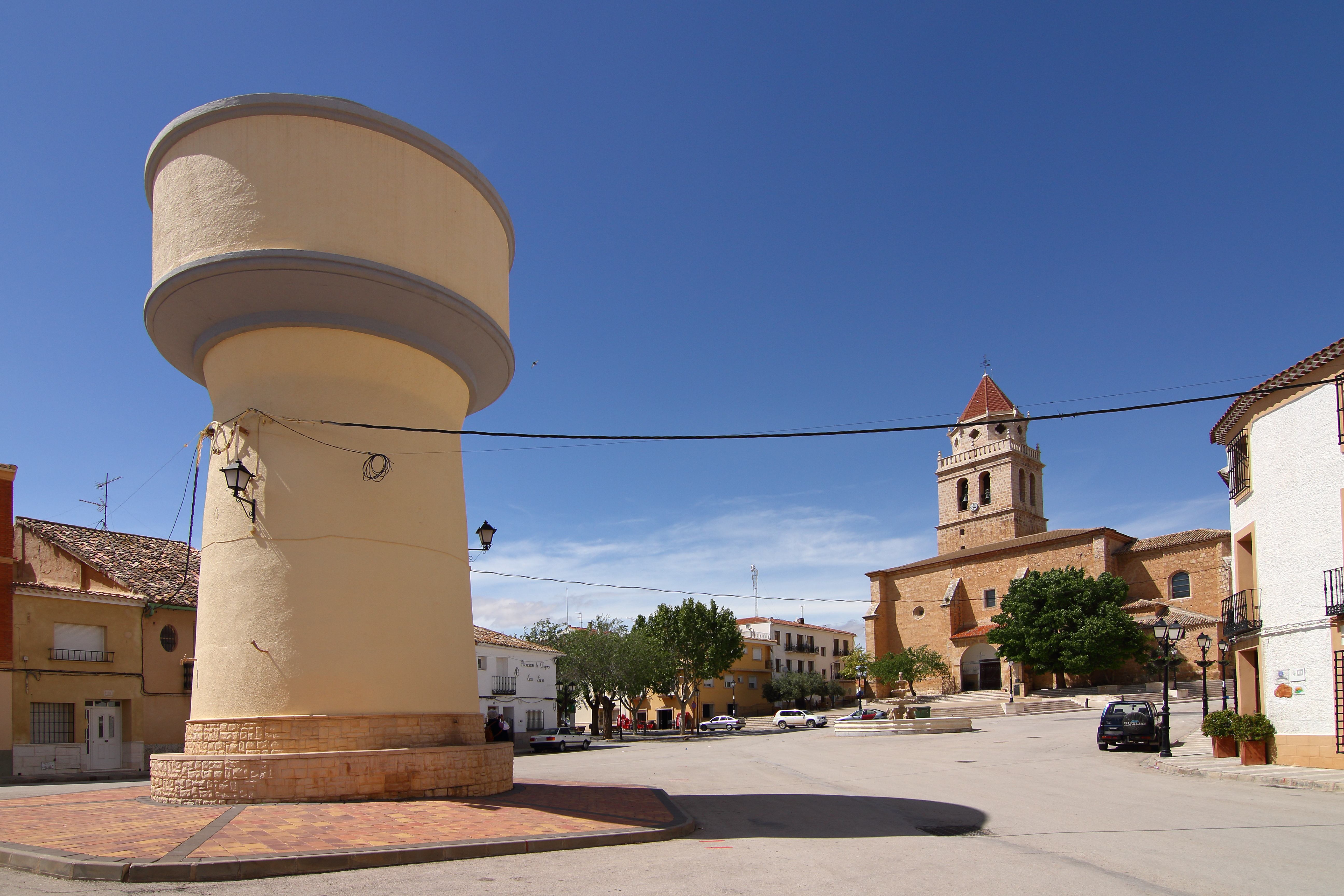
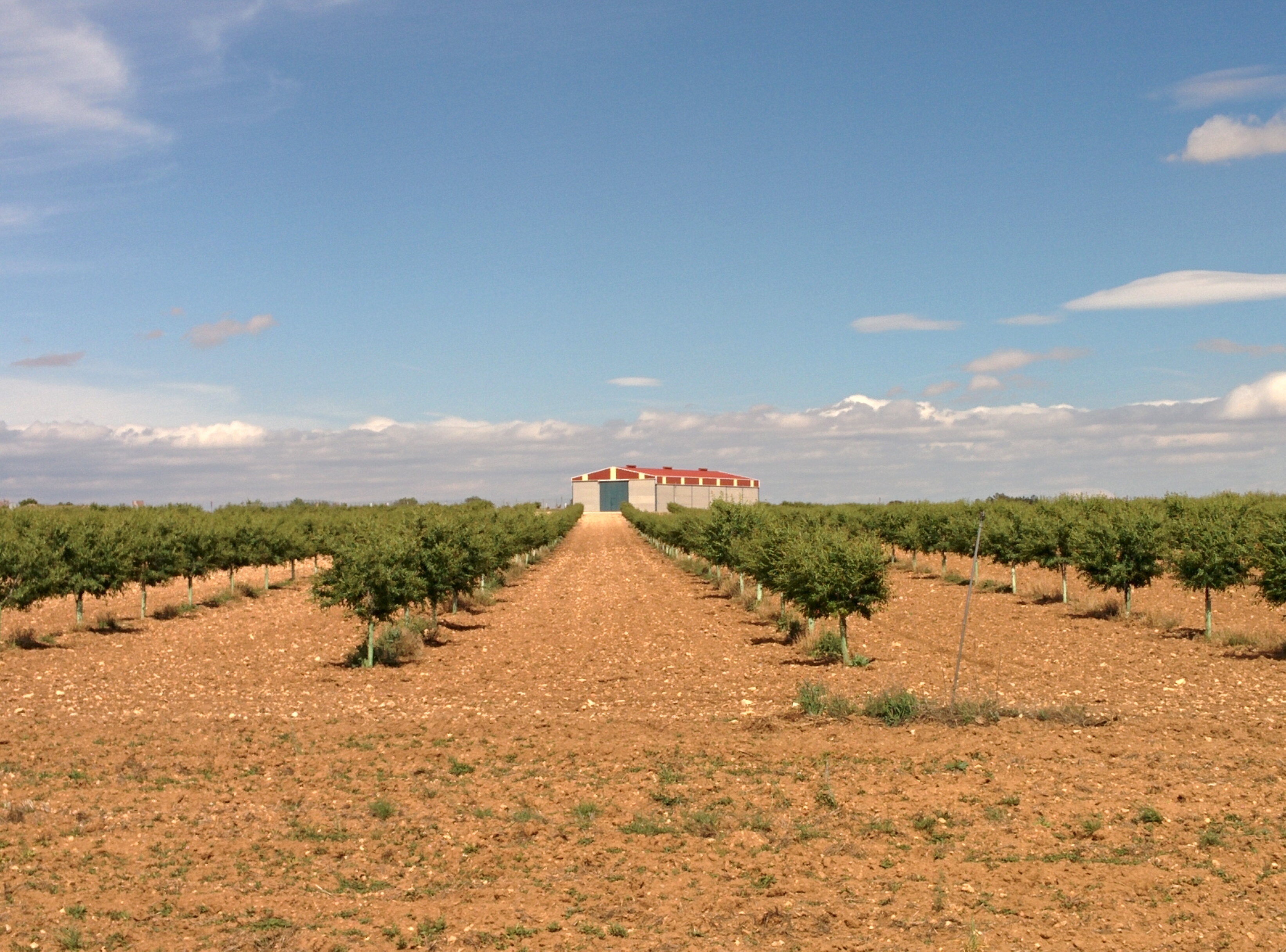